# Discografia lui Ion Luican
Discografia cântărețului Ion Luican cuprinde numeroase discuri de gramofon, de vinil, benzi de magnetofon, casete audio, CD-uri, DVD-uri, ce prezintă înregistrări efectuate începând cu anul 1937, la București (Electrecord și Radio România) și la Berlin (Odeon Records).

## Discuri Odeon
| An   | Număr de catalog | Format                 | Piese | Acompaniament              |
| 1937 | 277 077          | shellac, 25 cm, 78 RPM | Mi-e dor de-acasă (Elly Roman / Bebe Altman) Să-mi cânți, samovare (Max Halm - Puiu Maximilian)                                     | orchestra Elly Roman       |
| 1937 | 277 078          | shellac, 25 cm, 78 RPM | Ursitoarea din comună (Corneliu Hugo) Tudorel (Gogu Boldeanu / Bebe Altman)                                                         | orchestra Sandu Marcu      |
| 1937 | 277 094          | shellac, 25 cm, 78 RPM | Ce bine-i lângă tine (Max Halm / Puiu Maximilian) Îmi plac fetițele (Mișu Constantinescu / Nicolae Vlădoianu)                       | orchestra de dans Odeon    |
| 1937 | 277 100          | shellac, 25 cm, 78 RPM | Hi, căluțule... (Mișu Constantinescu / Nicolae Vlădoianu) Vecinico, vecinico (P. Popescu-Peppu)                                     | orchestră națională        |
| 1937 | 277 105          | shellac, 25 cm, 78 RPM | Ionel, Ionelule (Claude Romano / Nicolae Vlădoianu) Să vie pompierii (Ion Vasilescu / Nicolae Vlădoianu)                            | orchestră națională        |
| 1937 | 277 105          | shellac, 25 cm, 78 RPM | Ți-am cules aseară floricele (Claude Romano) Să vie pompierii (Ion Vasilescu / Nicolae Vlădoianu)                                   | orchestră națională        |
| 1937 | 277 107          | shellac, 25 cm, 78 RPM | Mândro... mândrulița mea (Aurel Jovin / Bebe Altman) Cucu (Corneliu Hugo)                                                           | orchestră națională        |
| 1937 | 277 231          | shellac, 25 cm, 78 RPM | Două inimioare (Max Halm / Eugen Mirea) Te iubesc (Max Halm / Eugen Mirea)                                                          | orchestra de dans Odeon    |
| 1937 | 277 233          | shellac, 25 cm, 78 RPM | Ași vrea să nu uiți niciodată (Gherase Dendrino / Puiu Maximilian) M-am îndrăgostit de tine (Max Halm / Eugen Mirea)                | orchestra de dans Odeon    |
| 1937 | 277 234          | shellac, 25 cm, 78 RPM | De ce nu plângi cu mine (C. Șerban) Petroșca (Anatol Albin / Nell Martini)                                                          | orchestra de dans Odeon    |
| 1937 | 277 235          | shellac, 25 cm, 78 RPM | Ție ce-ți mai pasă măi (Max Halm / Elena Dragu) Întâia mea iubire (George Corologos / Bebe Altman)                                  | orchestra de dans Odeon    |
| 1937 | 277 237          | shellac, 25 cm, 78 RPM | Peste drum de casa dumitale (Ion Vasilescu / Eugen Mirea) Țară, țărișoara mea (Gherase Dendrino / Nicolae Kirițescu)                | orchestră națională        |
| 1937 | 277 238          | shellac, 25 cm, 78 RPM | Ioane... Ioane (Gogu Boldeanu) Am iubit o văduvioară (Nell Martini / Iacobescu)                                                     | orchestră națională        |
| 1937 | 277 239          | shellac, 25 cm, 78 RPM | M-a urât Gheorghiță al meu (Mia Braia) Unge Leano ușa bine (Nell Martini / Iacobescu)                                               | orchestră națională        |
| 1937 | 277 255          | shellac, 25 cm, 78 RPM | Dă-mi adresa dumitale (G. Dendrino / P. Maximilian, J. Fulga) Dac-ar știi mămica (G. Dendrino / P. Maximilian, J. Fulga)            | orchestra de dans Odeon    |
| 1937 | 277 256          | shellac, 25 cm, 78 RPM | Aceiași poveste frumoasă (G. Dendrino / P. Maximilian, J. Fulga) Mi-e dor de-un chef... (G. Dendrino / P. Maximilian, J. Fulga)     | orchestra de dans Odeon    |
| 1937 | 277 260          | shellac, 25 cm, 78 RPM | O dulce serenadă (I. Vasilescu / t. M. C-tinescu, N. Vlădoianu, E. Mirea) Te iubesc astă seară (Elly Roman / Bebe Altman)           | orchestra de dans Odeon    |
| 1937 | 277 261          | shellac, 25 cm, 78 RPM | E-n zadar să cânt (Bebe Altman) Ori unde vei pleca (Elly Roman / Bebe Altman)                                                       | orchestra de dans Odeon    |
| 1937 | 277 265          | shellac, 25 cm, 78 RPM | Toarce Leana la portiță (Nell Martini / Iacobescu) De ce-ți sunt ochii'nlăcrămați (Nell Martini / Bebe Altman)                      | orchestră națională        |
| 1937 | 277 266          | shellac, 25 cm, 78 RPM | Fă, lelițo sprâncenată (Mia Braia / S. Marian) De la mine a treia casă (Mia Braia / S. Marian)                                      | orchestră națională        |
| 1937 | 277 267          | shellac, 25 cm, 78 RPM | Vin mândruțo... vin băbuțo (Nello Manzatti / Puiu Maximilian) Luate-ar naiba, dragoste (Vasile Julea / Popescu Peppu)               | orchestră națională        |
| 1938 | 277 302          | shellac, 25 cm, 78 RPM | Trimit mașina să te ia (Gherase Dendrino / Puiu Maximilian) Cum te rabdă inimioară (Mișu Iancu / Bebe Altman)                       | orchestra de dans Odeon    |
| 1938 | 277 308          | shellac, 25 cm, 78 RPM | Te-ai făcut fată frumoasă (Valeriu / S. Marian) Unde-ai fost aseară? (Bebe Altman)                                                  | orchestră națională        |
| 1938 | 277 309          | shellac, 25 cm, 78 RPM | Piața mare, piața mică (V. Mândrea) Trei carafe, trei ulcele (P. Popescu Peppu)                                                     | orchestră națională        |
| 1938 | 277 310          | shellac, 25 cm, 78 RPM | Of, mândruțo, dac'ai ști (Gh. Florea / S. Marian) Îți cer iertare c'am plecat (Mișu Casvan)                                         | orchestră națională        |
| 1938 | 277 311          | shellac, 25 cm, 78 RPM | Leano... (Nicușor Predescu / Bebe Altman) Vino, puico, iar acasă (Gogu Boldeanu / S. Marian)                                        | orchestră națională        |
| 1938 | 277 326          | shellac, 25 cm, 78 RPM | Unde stai, pe ce străduță? (G. Dendrino / P. Maximilian, J. Fulga) Să nu te superi dacă plâng (Nell Martini / Iacobescu)            | orchestra de dans Odeon    |
| 1938 | 277 328          | shellac, 25 cm, 78 RPM | Fetița mea dragă (Elly Roman / Eugen Mirea) Magnola (Mișu Iancu / Nuky Boldur)                                                      | orchestra de dans Odeon    |
| 1938 | 277 329          | shellac, 25 cm, 78 RPM | Mă duce dorul iar spre tine (G. Dendrino / P. Maximilian, J. Fulga) Te rog să mă uiți (G. Dendrino / P. Maximilian, J. Fulga)       | orchestra de dans Odeon    |
| 1938 | 277 330          | shellac, 25 cm, 78 RPM | Țac, țac, țac (Stroe & Vasilache / Puiu Maximilian) Lasă poarta descuiată (E. Mărcuș / Nuky Boldur)                                 | orchestra națională Odeon  |
| 1938 | 277 340          | shellac, 25 cm, 78 RPM | Tango miraj (Ion Vasilescu / Eugen Mirea) Habar n-ai tu (Ion Vasilescu / Eugen Mirea)                                               | orchestra de dans Odeon    |
| 1938 | 277 341          | shellac, 25 cm, 78 RPM | Mărită-te cu mine (Ion Vasilescu / Eugen Mirea) Așa-mi bate inima (Ion Vasilescu / Eugen Mirea)                                     | orchestra de dans Odeon    |
| 1938 | 277 385          | shellac, 25 cm, 78 RPM | N-am să mai plâng (Nello Manzatti / Radu Gyr) Trei fete am iubit (Nello Manzatti / Radu Gyr)                                        | orchestra Ernst Hönigsberg |
| 1938 | 277 386          | shellac, 25 cm, 78 RPM | Astăzi e ziua ta (Ion Vasilescu / Eugen Mirea) Spune-mi o vorbă dragă (Anghel Midescu)                                              | orchestra Ernst Hönigsberg |
| 1938 | 277 387          | shellac, 25 cm, 78 RPM | Zii mă (Gherase Dendrino / Nucky Boldur) Soartă, soartă (Gherase Dendrino / Nucky Boldur)                                           | orchestra Victor Predescu  |
| 1938 | 277 388          | shellac, 25 cm, 78 RPM | O aștept de-o săptămână (Nicolae Stroe / Vasile Vasilache) Dar-ar dracii-n tine dragoste (Claude Romano / Nuky Boldur)              | orchestra Victor Predescu  |
| 1939 | 277 414          | shellac, 25 cm, 78 RPM | Cu lăutarii după mine (Ion Vasilescu / Puiu Maximilian) Firicel de telegraf (Gherase Dendrino / Eugen Mirea)                        | orchestră națională        |
| 1939 | 277 415          | shellac, 25 cm, 78 RPM | Nopți întregi (J'attendrai) (D. Olivieri / Puiu Maximilian) Tu nu știi ce mult am plâns (Gherase Dendrino / Eugen Mirea)            | orchestra Ernst Hönigsberg |
| 1939 | 277 416          | shellac, 25 cm, 78 RPM | A plecat un tren din gară (Gherase Dendrino / Eugen Mirea) E cea din urmă întâlnire (Nuky Boldur)                                   | orchestra Ernst Hönigsberg |
| 1939 | 277 417          | shellac, 25 cm, 78 RPM | Să nu pleci fără mine (Ion Vasilescu / Puiu Maximilian) Mi-a cântat un rus din balalaică (c. Mircea Alexe)                          | orchestra Ernst Hönigsberg |
| 1940 | 277 428          | shellac, 25 cm, 78 RPM | Țigane ai îmbătrânit (Gherase Dendrino / Puiu Maximilian) Plâng pentru tine (Gherase Dendrino / Puiu Maximilian)                    | orchestra Ernst Hönigsberg |
| 1940 | 277 429          | shellac, 25 cm, 78 RPM | Doi ochi albaștri (Gherase Dendrino / Eugen Mirea) Nu mă uita, ești viața mea (Mișu Iancu / Nucky Boldur)                           | orchestra Ernst Hönigsberg |
| 1940 | 277 430          | shellac, 25 cm, 78 RPM | Țara mea și mândra mea (I. Vasilescu / N. Vlădoianu, P. Maximilian) Hai cu mine'n raniță (Gherase Dendrino / Puiu Maximilian)       | orchestră națională        |
| 1940 | 277 441          | shellac, 25 cm, 78 RPM | Să-mi dai diseară un telefon (G. Dendrino / N. Stroe, Șt. Cristodulo) În astă seară doamnă (G. Dendrino / N. Stroe, Șt. Cristodulo) | orchestra Alfredo Thomas   |
| 1940 | 277 442          | shellac, 25 cm, 78 RPM | Murgule, fă să sune zurgălăii (Gerd Wilnow / Nuky Boldur) Unde-i mama să mă vadă (Gherase Dendrino / N. Roman)                      | orchestra Victor Predescu  |
| 1940 | 277 457          | shellac, 25 cm, 78 RPM | Scrie-mi, mamă, despre satul meu (romanță populară) Leliță, hai să jucăm (R. Meini / Meyel)                                         | orchestra Frații Stănescu  |
| 1940 | 277 458          | shellac, 25 cm, 78 RPM | Noapte bună, scumpă Românie (Ion Vasilescu / Eugen Mirea) Măi frate care stai de veghe (I. Vasilescu / N. Vlădoianu, E. Mirea)      | orchestra Frații Stănescu  |
| 1940 | 277 459          | shellac, 25 cm, 78 RPM | Păstrează-mă doar lângă tine (Ion Vasilescu / Eugen Mirea) Nu-mi trebuie bani (Nello Manzatti / Nicușor Constantinescu)             | orchestra Ernst Hönigsberg |
| 1940 | 277 460          | shellac, 25 cm, 78 RPM | Nu vreau să mă iubești Ai să vezi                                                                                                   | orchestra Ernst Hönigsberg |
| 1940 | 277 531          | shellac, 25 cm, 78 RPM | La căsuța cu zorele (Nicolae Kirculescu) Să nu ne despărțim (G. Dendrino / V. Vasilache, Șt. Cristodulo)                            | orchestra George Corologos |

## Discuri Electrecord
| An   | Număr de catalog                                            | Format                     | Piese | Acompaniament |
| 1942 | 1439                                                        | shellac, 25 cm, 78 RPM     | Lampagiu de altădată (M. C-tinescu / P. Maximilian) | Orchestra Societății Române de Editură |
| 1942 | 1443                                                        | shellac, 25 cm, 78 RPM     | Tangoul iubirii (M. Constantinescu / P. Maximilian) Îți cer un ultim sărut (Ștefan Micu) | Orchestra „Electrecord”, dirijor Grigore Albin |
| 1942 | 1444                                                        | shellac, 25 cm, 78 RPM     | La revedere (Gerd Willnow / Jean Moscopol) E prea târziu (A. Bielusici / M. R. Voinea) | Orchestra „Electrecord”, dirijor Grigore Albin |
| 1942 | 1448                                                        | shellac, 25 cm, 78 RPM     | Lampagiu de altădată (M. C-tinescu - P. Maximilian) Parcă te văd, măicuță (Emanuel Ionescu) | Orchestra Societății Române de Editură |
| 1942 | 1453                                                        | shellac, 25 cm, 78 RPM     | Bilețel de închiriat (Em. Costescu) Nu mă cunoști și nu te știu (D. Cantea / Moldovan) | Orchestra „Electrecord”, dirijor Grigore Albin |
| 1942 | 1457                                                        | shellac, 25 cm, 78 RPM     | Nu râde doamnă (G. Corologos / N. Martini) | Orchestra „Electrecord”, dirijor Grigore Albin |
| 1942 | 1467                                                        | shellac, 25 cm, 78 RPM     | Du-mă acasă măi tramvai (St. Cristodulo / V. Vasialche) | Orchestra Societății Române de Editură |
| 1943 | 1489                                                        | shellac, 25 cm, 78 RPM     | Aș vrea să știu că-ți pare rău (A. Albin / M. R. Voinea) Fetiță dragă (Dinu Șerbănescu) | Orchestra „Electrecord”, dirijor Grigore Albin |
| 1943 | 1490                                                        | shellac, 25 cm, 78 RPM     | Trece-un car cu boi pe drum (Emanuel Ionescu) | orchestra Nicolae Cireș |
| 1943 | 1494                                                        | shellac, 25 cm, 78 RPM     | Maria (Titi Piperea / Tică Demetriad) | Orchestra „Electrecord”, dirijor Grigore Albin |
| 1943 | 1495                                                        | shellac, 25 cm, 78 RPM     | Pe sub fereastra ta (Gherase Dendrino) Nu mai am noroc (G. D’Anzi / Șt. Kirițescu) | Orchestra „Electrecord”, dirijor Grigore Albin |
| 1945 | 1594                                                        | shellac, 25 cm, 78 RPM     | Nu-ți mai trec pe la portiță (Emanuel Ionescu) | orchestra Grigore Albin |
| 1946 | 1604                                                        | shellac, 25 cm, 78 RPM     | Pe malul mării când apare luna (G. Corologos / D. Dubal) Te iubesc prea mult (G. Grossi / H. Negrin, Șt. Kirițescu) | orchestra George Corologos |
| 1946 | 1605                                                        | shellac, 25 cm, 78 RPM     | Să nu ne pierdem vremea (G. Corologos / D. Dubal, Martini) Nu te am decât pe tine (Ștefan Kirițescu) | orchestra George Corologos |
| 1949 | 1673                                                        | shellac, 25 cm, 78 RPM     | Hai pitiș, pitiș, pitiș (cântec popular) Nașe, nașe (cântec popular) | orchestra Ionel Vlădescu |
| 1949 | 1729                                                        | shellac, 25 cm, 78 RPM     | Locul meu e lângă tine (Ion Vasilescu) | Orchestra „Electrecord”, dirijor Grigore Albin |
| 1955 | EPA 1966                                                    | shellac, 25 cm, 78 RPM     | Uhăi, bade | O.M.P.R., dirijor Ionel Budișteanu |
| 1955 | EPA 1968                                                    | shellac, 25 cm, 78 RPM     | M-am jurat de mii de ori | Orchestra „Ciocârlia”, dirijor Ionel Dinicu |
| 1955 | EPA 1976                                                    | shellac, 25 cm, 78 RPM     | La Tismana într-o grădină | Orchestra „Ciocârlia”, dirijor Ionel Dinicu |
| 1956 | EPA 2163                                                    | shellac, 25 cm, 78 RPM     | Ionico, Ionea | Orchestra „Electrecord”, dirijor Ionel Budișteanu |
| 1956 | EPA 2164                                                    | shellac, 25 cm, 78 RPM     | Cărbuni stinși (romanță populară) Cântec mocănesc | Orchestra „Electrecord”, dirijor Ionel Budișteanu |
| 1957 | EPA 2423                                                    | shellac, 25 cm, 78 RPM     | M-a făcut mama oltean | orchestra Nicu Stănescu |
| 1958 | EPA 2486                                                    | shellac, 25 cm, 78 RPM     | Smaranda (D. Mihăilescu-Toscani / Stan Palanca) La umbra nucului bătrân (Ionel Fernic / Al. Dinescu) | orchestra Victor Predescu |
| 1958 | EPA 2565                                                    | shellac, 25 cm, 78 RPM     | Teiule, frunză rotată | Orchestra „Electrecord”, dirijor Nicu Stănescu |
| 1958 | EPC 145                                                     | vinil, EP, 17 cm, 33 ⅓ RPM | 1. Când m-am dus și eu la horă | orchestra Victor Predescu |
| 1958 | EPC 147                                                     | vinil, EP, 17 cm, 33 ⅓ RPM | 1. M-a făcut mama oltean | orchestra Nicu Stănescu |
| 1959 | EPA 2648                                                    | shellac, 25 cm, 78 RPM     | Se scuturau toți trandafirii (P. Popescu-Peppo) | Orchestra „Electrecord”, dirijor Nicu Stănescu |
| 1959 | EPA 2649                                                    | shellac, 25 cm, 78 RPM     | Pe lîngă plopii fără soț (text de Mihai Eminescu) | Orchestra „Electrecord”, dirijor Nicu Stănescu |
| 1959 | EPA 2650                                                    | shellac, 25 cm, 78 RPM     | De ziua nunții tale-ți scriu (Ionel Fernic / A. de Hertz) | Orchestra „Electrecord”, dirijor Nicu Stănescu |
| 1959 | EPC 160                                                     | vinil, 17 cm, 33 ⅓ RPM     | 2. De ziua nunții tale-ți scriu 3. Pe lângă plopii fără soț | Orchestra „Electrecord”, dirijor Nicu Stănescu |
| 1959 | EPC 170                                                     | vinil, 17 cm, 33 ⅓ RPM     | 1. M-a făcut mama oltean | orchestra Nicu Stănescu |
| 1960 | EPD 71                                                      | vinil, LP, 25 cm, 33 ⅓ RPM | 2. Se scuturau toți trandafirii | Orchestra „Electrecord”, dirijor Nicu Stănescu |
| 1961 | EPE 052                                                     | vinil, LP, 30 cm, 33 ⅓ RPM | 2. M-a făcut mama oltean | orchestra Nicu Stănescu |
| 1963 | EPC 409                                                     | vinil, 17 cm, 33 ⅓ RPM     | 3. La umbra nucului bătrân 4. Smaranda | orchestra Victor Predescu |
| 1963 | EPC 410                                                     | vinil, 17 cm, 33 ⅓ RPM     | 3. Dacă-n douăzeci de toamne 4. Îți mai aduci aminte doamnă? | orchestra Victor Predescu (3), orchestra Nicu Stănescu (4) |
| 1963 | EPC 445 Romanțe pe versuri de Eminescu                      | vinil, 17 cm, 33 ⅓ RPM     | 1. Și dacă... 2. Amintirile 3. S-a dus amorul... 4. Dorința | orchestra Victor Predescu |
| 1963 | EPD 1007                                                    | vinil, LP, 25 cm, 33 ⅓ RPM | 6. Cântec de nuntă cu strigături | orchestra Nicu Stănescu |
| 1963 | EPD 1009                                                    | vinil, LP, 25 cm, 33 ⅓ RPM | 6. M-a făcut mama oltean | orchestra Nicu Stănescu |
| 1967 | EPD 1137                                                    | vinil, LP, 25 cm, 33 ⅓ RPM | 1. Eu sunt Barbu Lăutaru 2. Dealu-i deal și valea-i vale 3. Drag mi-a fost dealul să-l sui 4. Foaie verde ca lipanul 5. Spune-mi, spune, moș bătrân 6. Tudorițo, nene 7. Hai, Buzău, Buzău 8. M-a făcut mama oltean | O.M.P.R., dirijori: Radu Voinescu (1), Victor Predescu (2, 3, 4, 5, 6), orchestrele: Ionel Dinicu (7), Nicu Stănescu (8) |
| 1982 | EPE 02096                                                   | vinil, LP, 30 cm, 33 ⅓ RPM | 1. Mândra mea de altădată 2. La umbra nucului bătrân 3. Îți mai aduci aminte, doamnă 4. De ziua nuții tale-ți scriu 5. Țiganca 6. Rămâi 7. Te duci și tu 8. De ți-am greșit, îți cer iertare 9. Mi-e dor de nopți cu lună plină | O.M.P.R., dirijori: Victor Predescu (1-4, 8, 9), Radu Voinescu (5, 6), Nelu Urziceanu (7) |
| 1983 | ST-EPE 02428 Crizantema de Aur Discul II - Creații noi (1)  | vinil, LP, 30 cm, 33 ⅓ RPM | 1. Când amintirile se strâng | orchestra Mircea Carabulea |
| 1983 | ST-EPE 02429 Crizantema de Aur Discul III - Creații noi (2) | vinil, LP, 30 cm, 33 ⅓ RPM | 1. Mă-ntreabă anii mei | orchestra Mircea Carabulea |
| 1983 | ST-EPE 02430 Crizantema de Aur Discul IV - Recitaluri       | vinil, LP, 30 cm, 33 ⅓ RPM | 3. De ce nu vii? 4. Să-mi cânți cobzar | orchestra Mircea Carabulea |
| 1984 | ST-EPE 02566 Melodii îndrăgite                              | vinil, LP, 30 cm, 33 ⅓ RPM | 1. Mă dusei să trec la Olt | Orchestra Ansamblului „Rapsodia Română, dirijor Paraschiv Oprea |
| 2007 | EDC 791 De ți-am greșit, îți cer iertare                    | compact disc               | 1. Mândra mea de altădată 2. La umbra nucului bătrân 3. Se scuturau toți trandafirii 4. Pe sub fereastră curge un râu 5. De ziua nunții tale-ți scriu 6. Dorința 7. Îți mai aduci aminte, doamnă 8. Smaranda 9. De ți-am greșit, îți cer iertare 10. Rămâi, o, nu pleca, rămâi 11. E prea târziu 12. De-aș mai avea acuma vreo 20 de ani 13. Și dacă ramuri 14. Bătrânețe, haine grele 15. Când amintirile 16. Pe lângă plopii fără soț 17. Mi-e dor de nopți cu lună plină 18. Dacă-n douăzeci de toamne 19. Te-ai dus și tu 20. S-a dus amorul | O.M.P.R., dirijori: Victor Predescu (1, 2, 5, 7, 9, 17), Radu Voinescu (10, 14), Nelu Urziceanu (19), Orchestra „Electrecord”, dirijor Nicu Stănescu (3, 16), orchestrele conduse de: Victor Predescu (6, 8, 13, 15, 18, 20), Paraschiv Oprea (4, 11, 12)                                                 |
| 2007 | EDC 792 M-a făcut mama oltean                               | compact disc               | 1. M-a făcut mama oltean 2. Tudorițo, nene 3. Eu sunt Barbu Lăutaru 4. Când eram flăcău odată 5. În sat la Aninoasa 6. M-am jurat de mii de ori 7. Spune-mi, spune, moș bătrân 8. Foaie verde ca lipanul 9. Să-mi cânți, cobzar (E. Seno Ionescu) 10. Teiule, frunză rotată 11. Di, di, di, murgule, di 12. Pădure, dragă pădure 13. Uhăi, bade 14. Șapte săptămâni de post 15. Ionico, Ionea 16. La Tismana într-o grădină 17. Mă dusei să trec la Olt 18. Geaba-i lună, geaba-s stele 19. Pe șoseaua din Cepari 20. Drag mi-a fost dealul să-l sui 21. Dealu-i deal și valea-i vale 22. Coboară, mândră, pe vale 23. Trecui dealul în alt sat 24. Hai, puică, la Severin 25. Pelin beau, pelin mănânc 26. Dorul meu unde rămâne 27. Hai, Buzău, Buzău 28. Unde a pus mândra casa | O.M.P.R., dirijori: Victor Predescu (1, 2, 7, 8, 10-12, 16, 18-23, 28), Radu Voinescu (3-5, 24, 26), Ionel Budișteanu (13), Nelu Urziceanu (14), Orchestra „Ciocârlia”, dirijor Ionel Dinicu (6, 27) Orchestra „Electrecord”, dirijor Ionel Budișteanu (15), orchestra condusă de Paraschiv Oprea (9, 17) |

## Jurnalul Național
| An   | Titlul albumului            | Format       | Piese | Acompaniament |
| 2007 | Muzică de colecție, Vol. 17 | compact disc | 1. M-a făcut mama oltean 2. Tudorițo, nene 3. Eu sunt Barbu Lăutaru 4. În sat la Aninoasa 5. Di, di, di, murgule, di 6. Uhăi, bade 7. La Tismana într-o grădină 8. Mă dusei să trec la Olt 9. Geaba-i lună, geaba-s stele 10. Pe șoseaua din Cepari 11. Drag mi-a fost dealul să-l sui 12. Dealu-i deal și valea-i vale 13. Coboară, mândră, pe vale 14. Hai, puică, la Severin 15. Pelin beau, pelin mănânc 16. Hai, Buzău, Buzău 17. De când ne-a aflat mulțimea | O.M.P.R., dirijori: Victor Predescu (1, 2, 5, 7, 9-13, 15), Radu Voinescu (3, 4, 14, 17), Ionel Budișteanu (6), Orchestra „Ciocârlia”, dirijor Ionel Dinicu (16) orchestra condusă de Paraschiv Oprea (8) |

## Producții străine
Pe discurile editate de casele discuri din străinătate s-au folosit înregistrări efectuate în România, la Electrecord.
| An   | Producător                      | Nr. cat. și titlu album                        | Format                     | Piese                                                                      | Acompaniament                                                    |
| 1960 | Artia Recording Corp., New York | ALP 115 Folklore Romane in Hi-Fi               | vinil, LP, 25 cm, 33 ⅓ RPM | A3. Ionică, Ionea                                                          | Orchestra „Electrecord”, dirijor Ionel Budișteanu                |
| 1964 | Monitor Records, New York       | MF 416 Rumanian Songs & Dances                 | vinil, LP, 25 cm, 33 ⅓ RPM | A3. De ziua nunții tale-ți scriu B2. Pe lângă plopii fără soț B6. Smaranda | orchestra Nicu Stănescu (A3, B2), orchestra Victor Predescu (B6) |
| 1970 | Request Records, New York       | SRLP 8113 Cantati romaneste, dansati romaneste | vinil, LP, 30 cm, 33 ⅓ RPM | A2. Uhăi, bade                                                             | O.M.P.R., dirijor Ionel Budișteanu                               |

## ÎnregistrăriRadio România
| Anul înreg | Piesă | Acompaniament                               | Note |
| 195x       | Șapte săptămâni din post                                                                                    | O.M.P.R., dirijor Nelu Urziceanu            | |
| 195x       | Coboară, mândră, pe vale                                                                                    | O.M.P.R., dirijor Victor Predescu           | |
| 195x       | Hai, Buzău, Buzău La Tismana într-o grădină (1) M-am jurat de mii de ori                                    | Orchestra „Ciocârlia”, dirijor Ionel Dinicu | transpuse pe discurile Electrecord EPD 1137 (piesa 7), EPA 1968 și 1976 |
| 195x       | Spune-mi, spune, moș bătrân                                                                                 | O.M.P.R., dirijor Victor Predescu           | |
| 1955       | Uhăi, bade                                                                                                  | O.M.P.R., dirijor Ionel Budișteanu          | transpusă și pe discul Electrecord EPA 1966 |
| 1956       | Teiule, frunză rotată                                                                                       | O.M.P.R., dirijor Radu Voinescu             | |
| 1962       | Tudorițo, nene                                                                                              | O.M.P.R., dirijor Victor Predescu           | |
| 1962       | Bătrânețe, haine grele (romanță populară) Eu sunt Barbu Lăutaru                                             | O.M.P.R., dirijor Radu Voinescu             | |
| 1963       | Dealu-i deal și valea-i vale Di, di, di, murgule, di Drag mi-a fost dealul să-l sui Foaie verde ca lipanul  | O.M.P.R., dirijor Victor Predescu           | |
| 1968       | De când ne-a aflat mulțimea                                                                                 | O.M.P.R., dirijor Radu Voinescu             | |
| 1970       | Geaba-i lună, geaba-i stele Pădure, dragă pădure Trecui dealul în alt sat Unde-a pus mândra casa            | O.M.P.R., dirijor Victor Predescu           | |
| 1970       | Când eram flăcău odată Foaie verde mărăcine Hai, puică, la Severin În sat la Aninoasa M-a făcut mama oltean | O.M.P.R., dirijor Radu Voinescu             | |
| 1971       | Foaie verde flori mărunte                                                                                   | O.M.P.R., dirijor Radu Voinescu             | |
| indisp.    | Când amintirile (romanță)                                                                                   | O.M.P.R., dirijor Victor Predescu           | c. V. Popovici – t. Mihai Eminescu |
| indisp.    | De ziua nunții tale-ți scriu (romanță)                                                                      | O.M.P.R., dirijor Victor Predescu           | c. V. Vasilescu – t. A. de Herz |
| indisp.    | De ți-am greșit, îți cer iertare (romanță)                                                                  | O.M.P.R., dirijor Victor Predescu           | |
| indisp.    | Dorul meu unde rămâne                                                                                       | O.M.P.R.                                    | |
| indisp.    | Îți mai aduci aminte doamnă (romanță)                                                                       | O.M.P.R., dirijor Victor Predescu           | c. Ionel Fernic - t. Cincinat Pavelescu |
| indisp.    | La Tismana într-o grădină (2)                                                                               | O.M.P.R.                                    | |
| indisp.    | La umbra nucului bătrân (romanță)                                                                           | O.M.P.R., dirijor Victor Predescu           | c. Ionel Fernic – t. Alexandru Dinescu |
| indisp.    | Mândra mea de altădată (romanță)                                                                            | O.M.P.R., dirijor Victor Predescu           | muzică și text Ionel Băjescu-Oardă |
| indisp.    | Mi-e dor de nopți cu lună plină (romanță)                                                                   | O.M.P.R., dirijor Victor Predescu           | |
| indisp.    | Pelin beau, pelin mănânc                                                                                    | O.M.P.R.                                    | |
| indisp.    | Pe șoseaua din Cepari                                                                                       | O.M.P.R., dirijor Victor Predescu           | |
| indisp.    | Potpuriu de cântece populare și romanțe                                                                     | O.M.P.R., dirijor Paraschiv Oprea           | Bătrânețe, haine grele; Tudorițo, nene; De când m-a aflat mulțimea; M-a făcut mama oltean; Foaie verde ca lipanul; Dealu-i deal și valea-i vale; La umbra nucului bătrân; Pelin beau, pelin mănânc; De ziua nunții tale-ți scriu; La Tismana într-o grădină |
| indisp.    | Rămâi (romanță)                                                                                             | O.M.P.R., dirijor Radu Voinescu             | c. S. Ionescu-Mîță - t. N. V. Popovici |
| indisp.    | Să-mi cânți, cobzar                                                                                         | O.M.P.R., dirijor Paraschiv Oprea           | muzică și text Eugen Seno Ionescu |
| indisp.    | Te duci și tu (romanță)                                                                                     | O.M.P.R., dirijor Nelu Urziceanu            | c. V. Vasilescu - t. S. Dobrescu |
| indisp.    | Țiganca (romanța)                                                                                           | O.M.P.R., dirijor Radu Voinescu             | muzică și text Ionel Fernic |

## Filmografie

### Filmări TVR
| Data      | Piesă | Acompaniament                                 | Interpretare                           | Locație         | Note                                                                            |
| 1978      | Mândra mea de altădată                                                                                      | —                                             | playback                               | studio TVR      | Program pentru soții Ceaușescu                                                  |
| 197x      | Eu sunt Barbu Lăutaru M-a făcut mama oltean Tudorițo, nene La Tismana-ntr-o grădină La umbra nucului bătrân | —                                             | playback pe înregistrări Radio România | indisp.         | singurul film de televiziune cu Ion Luican realizator: Andrei Brădeanu          |
| 197x      | Of, of, of, măi, șprițule                                                                                   | orchestra Paraschiv Oprea                     | live                                   | studio TVR      | program de revelion                                                             |
| 1981-1983 | Recital de romanțe la Festivalul Crizantema de Aur                                                          | orchestra George Carabulea                    | live                                   | Târgoviște      | filmare color din concert                                                       |
| 198x      | Dorul meu e numai dor                                                                                       | O.M.P.R., dirijor Ion Albeșteanu              | live                                   | studio TVR      | filmare color                                                                   |
| 198x      | Drag mi-a fost dealul să-l sui Geaba-i lună, geaba-s stele Unde-a pus mândra casa                           | în imagini: O.M.P.R., dirijor Paraschiv Oprea | playback pe înregistrări Radio România | studio TVR      | filmări color realizate de Marioara Murărescu pentru emisiunea Tezaur folcloric |
| 199x      | Interviu | —                                             | —                                      | acasă la artist | realizator: Marioara Murărescu                                                  |

### Filmări amator

Disc Odeon, Berlin 1937

| Data | Piesă                    | Acompaniament                      | Interpretare | Locație                                                        | Note          |
| 1986 | Spune, spune, moș bătrân | orchestra condusă de Marius Olmazu | live         | Teatrul de vară „23 august” (azi Amfiteatrul „Mihai Eminescu”) | filmare color |

### TVR Media
Câteva din filmările lui Ion Luican au început a fi editate pentru prima oară, pe suport DVD, începând cu anul 2006 de casa de producție a Televiziunii Române, TVR Media.
| An apariție | Titlu DVD                           | Piese                        |
| 2006        | Maeștrii muzicii populare românești | 31. Eu sunt Barbu Lăutaru    |
| 2006        | Maeștrii muzicii populare românești | 33. M-a făcut maica oltean   |
| 2006        | Maeștrii muzicii populare românești | 34. Tudorițo, nene           |
| 2006        | Maeștrii muzicii populare românești | 35. La Tismana-ntr-o grădină |